# タインホア県

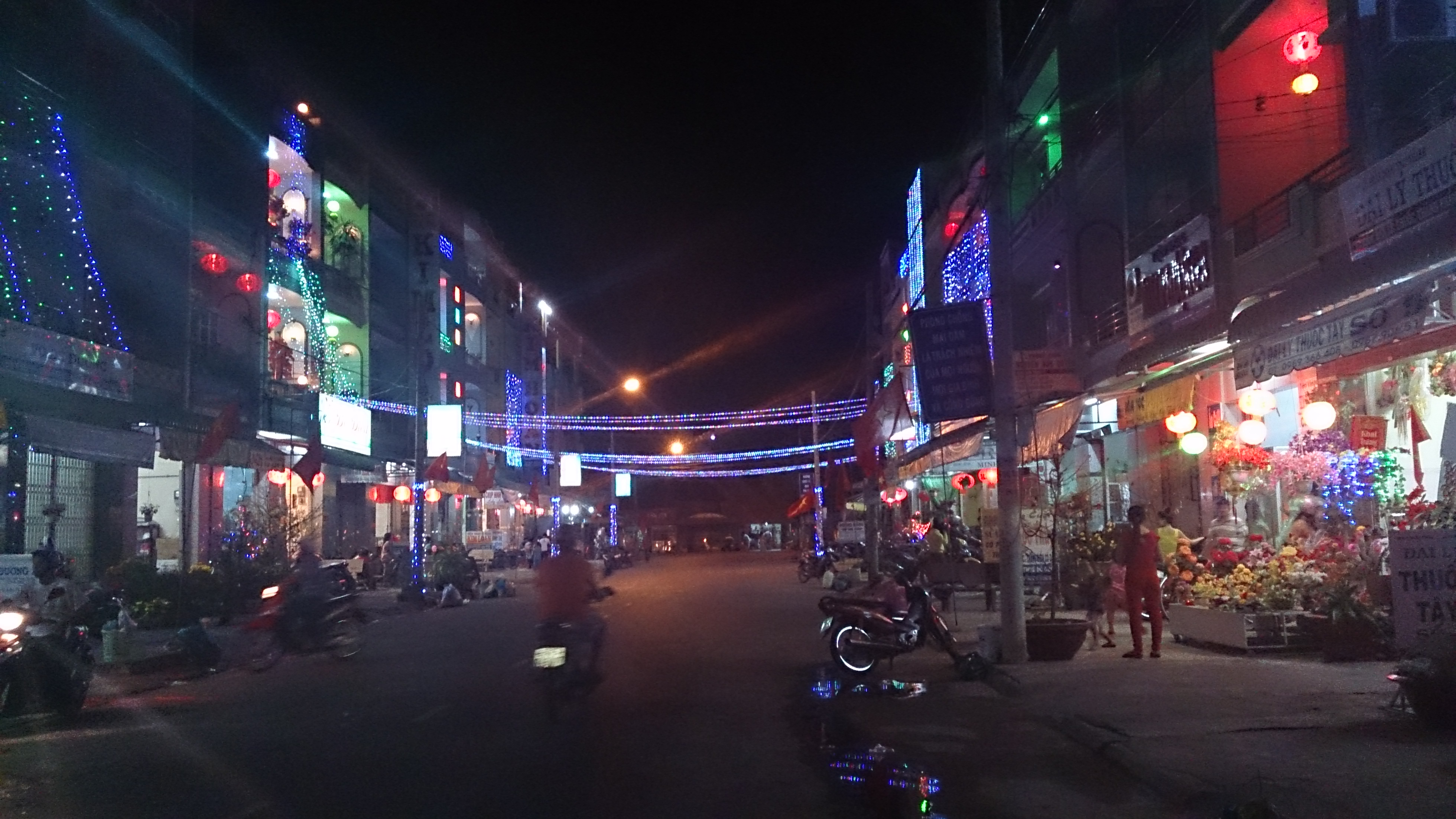

タインホア県（タンチューけん、ベトナム語：Huyện Thạnh Hóa / 縣盛化?）は、ベトナム社会主義共和国ロンアン省の県。面積は467.66 km²、人口は66,180人（2018年）である。

## 行政区画
1市鎮10社から構成される。